# ويليام هويل آرثر توماس
ويليام هويل آرثر توماس هو سياسي كندي، ولد في 27 فبراير 1895 بستراثوري كاردوك في كندا، وتوفي في 22 مارس 1979 بلندن في كندا. حزبياً، نشط في الحزب الكندي التقدمي المحافظ. وقد انتخب عضو مجلس العموم الكندي.